# La Vie exagérée de Martín Romaña
La Vie exagérée de Martín Romaña (titre original en espagnol : La vida exagerada de Martín Romaña) est un roman de l'écrivain péruvien Alfredo Bryce Echenique publié en 1981.

## Reconnaissance
- La Vie exagérée de Martín Romaña' est cité parmi « Les cent meilleurs romans en espagnol du XXe siècle » sélectionnés par El Mundo (elmundolibro.com)[2].

### Éditions
- Édition originale : La vida exagerada de Martín Romaña, 1981.
- Édition française : La Vie exagérée de Martín Romaña, trad. Jean-Marie Saint-Lu, Lunot-Ascot éditeurs, 1983.